# Hoya (Alemanha)
Hoya é uma cidade da Alemanha localizada no distrito de Nienburg, estado da Baixa Saxônia.
É membro e sede do Samtgemeinde de Grafschaft Hoya.